# Мукатаев, Айдар Джамбырбайулы
Айдар Джамбырбайулы Мукатаев (каз. Айдар Жаңбырбайұлы Мұқатаев; 28 августа 1965; Чуйский район, Джамбулская область, Казахская ССР, СССР — 7 июля 2020; Тараз, Казахстан) — казахстанский врач-хирург, отличник здравоохранения Республики Казахстан (2009).

## Биография
В 1982 году окончил с золотой медалью среднюю школу имени М.Горького. В этом же году поступил в Алматинский государственный медицинский институт, который окончил в 1988 году по специальности лечебное дело.
В 1988—1989 годы проходил интернатуру в управлении здравоохранения акимата Жамбылской области, где ему была присвоена квалификация «хирург».
С 1989 по 1995 год — врач-хирург в хирургическом отделении Шуской районной больницы.
С 1995 по 2003 год — заведющий хирургическим отделением Шуской центральной районной больницы.
С 2003 по 2020 год — главный врач Шуской центральной районной больницы.

## Награды
- Медаль «Ерен еңбегі үшін» (За трудовое отличие, 2002 года);
- Медаль «10 лет Астане» (2008);
- Нагрудный знак Министерства здравоохранения РК «Отличник здравоохранения Республики Казахстан» (2009);
- Медаль «20 лет независимости Республики Казахстан» (2011);
- Медаль «25 лет независимости Республики Казахстан» (2016);
- Орден «Барыс» 2 степени (посмертно награждён Указ президента РК от 13 июля 2020 года) — за особые трудовые заслуги, самоотверженность и высокий профессионализм, проявленные в борьбе с коронавирусной инфекцией (COVID-19).;[3][4]